# Mexalictus eickworti
Mexalictus eickworti är en biart som beskrevs av Godínez-garcía 1996. Mexalictus eickworti ingår i släktet Mexalictus och familjen vägbin. Inga underarter finns listade i Catalogue of Life.